# Andrés Felipe Sandoval
Andrés Felipe Sandoval Miranda (26 de febrero de 2000) es un deportista colombiano que compite en judo. Ganó una medalla de bronce en los Juegos Panamericanos de 2023, en la prueba de equipo mixto.

## Palmarés internacional
| Juegos Panamericanos | Juegos Panamericanos | Juegos Panamericanos | Juegos Panamericanos |
| Año                  | Lugar                | Medalla              | Categoría            |
| -------------------- | -------------------- | -------------------- | -------------------- |
| 2023                 | Santiago (Chile)     | Medalla de bronce    | Equipo mixto         |